# الكنيسة المقدونية الأرثوذكسية
الكنيسة المقدونية الأرثوذكسية (بالمقدونية: Македонска Православна Црква) هي كنيسة أرثوذكسية شرقية أعلنت انفصالها عن الكنيسة الصربية الأرثوذكسية عام 1967 ولكنها لم تلق اعترافًا بشرعيتها من الكنائس الأرثوذكسية الأخرى. يمتد نطاق سلطانها الكنسي على أتباعها في جمهورية مقدونيا والمهجر. ويلقب رأسها برئيس أساقفة أوخريد ومقدونيا الشمالية.
يرأسها منذ عام 2005 رئيس الأساقفة ستيفان Archbishop Stephen of Ohrid، وتشتمل الكنيسة على 13 أسقفية في مقدونيا وفي الخارج. وتعتبرها شريحة واسعة من المقدونيين بأنها الكنيسة الوطنية للبلاد.

## وصلات خارجية
- الموقع الرسمي للكنيسة المقدونية الأرثوذكسية